# JWH-018
JWH-018 – organiczny związek chemiczny, substancja psychoaktywna z grupy syntetycznych kannabinoidów. Agonista (pełny) receptorów kanabinoidowych CB1 i CB2. Wykazuje działanie na zwierzętach podobne do THC, ale krócej trwające. 15 grudnia 2008 roku niemiecka spółka THC PHARM GmbH ogłosiła, że wykryła tę substancję jako jeden ze składników aktywnych w mieszance ziołowej „Spice”, która była sprzedawana jako kadzidełko zapachowe w wielu krajach od 2002 roku.
Według stanu na koniec 2010 nielegalny był w Niemczech, Francji, Holandii, Polsce, Irlandii, Szwecji i kilku innych państwach europejskich, według stanu na 2008 planowana była delegalizacja w Austrii.